# Investmentunternehmen
Der Begriff Investmentunternehmen (Investment-Unternehmen) wird in der Praxis im Sinne von
- Investmentfonds[1] oder
- Investmentgesellschaft[2]

verwendet. Eine genaue und einheitliche Verwendung des Begriffs Investmentunternehmen ist im deutschsprachigen Raum nicht gegeben.
Nach Auffassung des Europäischen Gerichtshofs umfasst der Begriff des Unternehmens im Sinne von Artikel 107 AEUV, "jede eine wirtschaftliche Tätigkeit ausübende Einheit unabhängig von ihrer Rechtsform und der Art ihrer Finanzierung". Ein Investmentunternehmen ist daher, zumindest soweit es sich um Verwaltungstätigkeiten und nicht um unmittelbare Investmenttätigkeiten handelt, als ein Unternehmen im Sinne des Art 107 AEUV zu betrachten.
Nach Art 2 Abs. 1 Bst. a) des liechtensteinischen Investmentunternehmensgesetz (IUG) ist ein Investmentunternehmen ein Vermögen, das aufgrund öffentlicher Werbung beim Publikum zum Zweck gemeinschaftlicher Kapitalanlage beschafft und für gemeinsame Rechnung der Anleger, sofern nicht ausdrücklich etwas anderes bestimmt ist, nach dem Grundsatz der Risikostreuung von einer Verwaltungsgesellschaft verwaltet wird. Dabei wird der Begriff Investmentunternehmen grundsätzlich auch mit dem Begriff Fonds gleichgestellt und des Weiteren differenziert: Danach ist ein Investmentunternehmen entweder
1. ein Anlagefonds[8]; oder
2. eine Anlagegesellschaft[9];